# Ітуеро-і-Лама
Ітуеро-і-Лама (ісп. Ituero y Lama) — муніципалітет в Іспанії, у складі автономної спільноти Кастилія-і-Леон, у провінції Сеговія. Населення — 333 особи (2010).
Муніципалітет розташований на відстані близько 70 км на північний захід від Мадрида, 26 км на південний захід від Сеговії.
На території муніципалітету розташовані такі населені пункти: (дані про населення за 2010 рік)
- Ітуеро-і-Лама: 81 особа
- Кемпінг-ла-Серка-Нуева: 13 осіб
- Урбанісасьйон-Кото-де-Сан-Ісідро: 239 осіб

## Демографія
Динаміка населення (INE ):